# Xã Green, Quận Nodaway, Missouri
Xã Green (tiếng Anh: Green Township) là một xã thuộc quận Nodaway, tiểu bang Missouri, Hoa Kỳ. Năm 2010, dân số của xã này là 284 người.